# 야에바

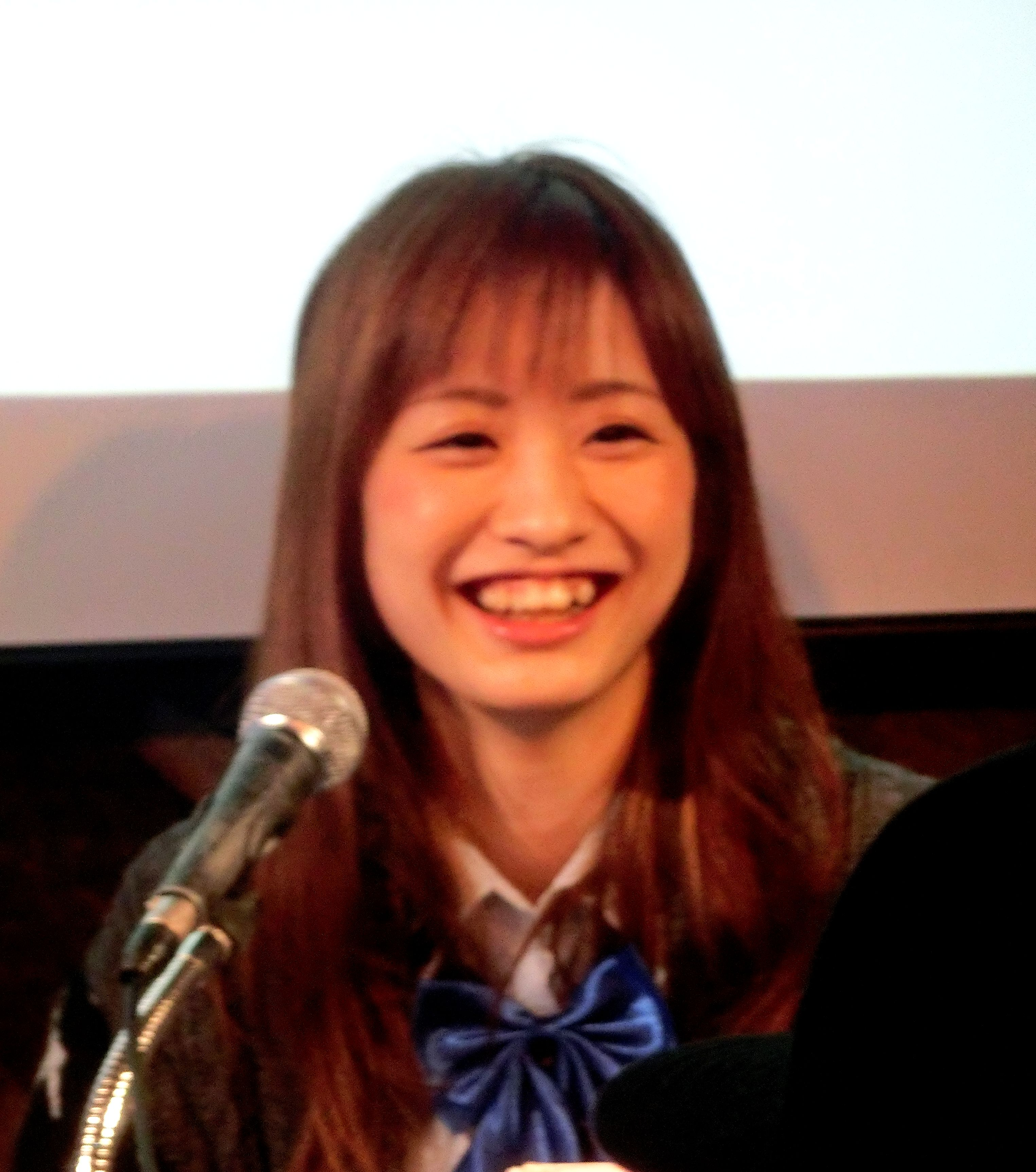
야에바가 있는 가수이자 모델 히노 마소라

덧니 또는 야에바(八重歯)는 일본에서 인간의 치아, 특히 위쪽 송곳니로 드물게 송곳니와 같은 모양을 하고 있다. 야에바는 치아가 다른 치아와 겹치거나 잇몸 위쪽에서 튀어나온 경우가 가장 많다. 일본에서는 젊음과 자연의 아름다움을 상징하는 것으로 인식된다. 2013년에는 10대 소녀들이 윗 송곳니에 캡을 씌우기 위해 치과 시술을 받는 것이 트렌드가 되었다.